# Larangan (Pagentan)
Larangan is een bestuurslaag in het regentschap Banjarnegara van de provincie Midden-Java, Indonesië. Larangan telt 1809 inwoners (volkstelling 2010).